# Ascha (Niederbayern)

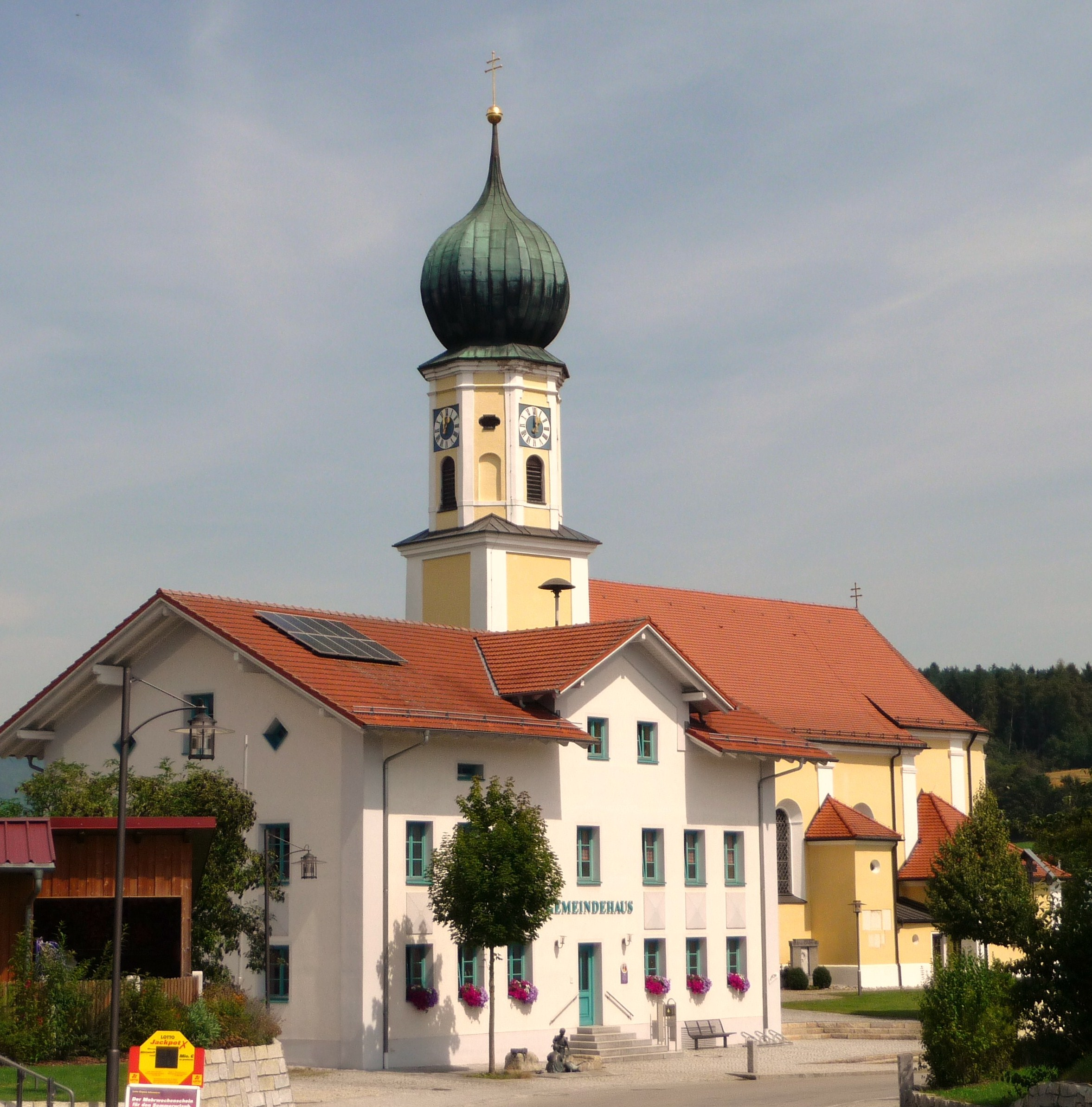
Die Pfarrkirche Maria Himmelfahrt und das Gemeindehaus von Ascha

Ascha ist eine Gemeinde und ein Pfarrdorf im niederbayerischen Landkreis Straubing-Bogen und Mitglied der Verwaltungsgemeinschaft Mitterfels.

## Geografie
Ascha liegt in der Planungsregion Donau-Wald im Vorwaldgebiet des Bayerischen Waldes.

### Gemeindegliederung
Es gibt 26 Gemeindeteile: das Pfarrdorf Ascha, das Kirchdorf Gschwendt, die Dörfer Au und Willerszell, die Weiler Bärnzell, Hagnzell, Herrnberg, Hochfeld, Höfling, Kienberg, Krähhof, Mühlau, Oberniedersteinach, Ramling, Weingraben und Willersberg sowie die Einöden Deglholz, Edenhofen, Fahrmühl, Grünberg, Kumpfmühl, Oberascha, Pielhof, Thanhof, Unterniedersteinach und Wiesenzell. Des Weiteren gab es den Gemeindeteil Redlberg auf dem Gemeindegebiet von Ascha.
Die ehemals zu vier verschiedenen Gemeinden gehörigen Gemeindeteile liegen heute in den drei Gemarkungen Ascha, Bärnzell und Gschwendt: In der Gemarkung Ascha liegen die Ortsteile der ursprünglichen Gemeinde Ascha sowie die drei aus der aufgelösten Gemeinde Pilgramsberg stammenden Ortsteile Fahrmühl, Krähhof und Willerszell. Die Gemarkung Bärnzell umfasst den Bereich der ehemaligen gleichnamigen Gemeinde, die Gemarkung Gschwendt entspricht der Fläche der ehemaligen Gemeinde Gschwendt.
| Gemarkung      | Gemarkungs- schlüssel | Fläche in Hektar | Gemeindeteile auf der Gemarkung |
| -------------- | --------------------- | ---------------- | --- |
| Ascha          | 5580                  | 630,51           | Au, Ascha, Fahrmühl, Grünberg, Hochfeld, Höfling, Krähhof, Mühlau, Ramling, Wiesenzell, Willerszell                                               |
| Bärnzell       | 5579                  | 986,83           | Bärnzell, Deglholz, Edenhofen, Hagnzell, Herrnberg, Kienberg, Kumpfmühl, Oberascha, Oberniedersteinach, Thanhof, Unterniedersteinach, Willersberg |
| Gschwendt      | 5588                  | 338,57           | Gschwendt, Pielhof, Weingraben |
| Gemeinde Ascha | Gemeinde Ascha        | 1955,91          | |

## Geschichte

### Bis zur Gemeindegründung
Ascha gehörte zum Rentamt Straubing und zum Landgericht Mitterfels des Kurfürstentums Bayern. Der Ort war Sitz einer Hofmark, die in der Zeit von 1609 bis 1791 im Besitz der Freiherren von Weichs war. Im Zuge der Verwaltungsreformen in Bayern entstand mit dem Gemeindeedikt von 1818 die Gemeinde.

### 20. Jahrhundert
Zum Stichtag 1. Januar 1946 teilte die amerikanische Militärregierung die Orte Willerszell, Krähhof und Fahrmühl der aufgelösten Gemeinde Pilgramsberg sowie die Gemeinde Gschwendt der Gemeinde Ascha zu. Im Zuge der Gebietsreform erfolgte am 1. Januar 1971 der freiwillige Anschluss der Gemeinde Bärnzell. Seit 1978 ist Ascha Mitglied der Verwaltungsgemeinschaft Mitterfels.

### Adlbruck
Zwischen Au und dem benachbarten Hörmannsberg lag die Einöde Adlbruck, heute eine Wüstung in der Gemarkung Ascha.

### Religionen
Zur seit 1589 nachgewiesenen katholischen Pfarrei Ascha gehören die Gemeinden Ascha und Falkenfels.

### Einwohnerentwicklung
Im Zeitraum 1988 bis 2018 wuchs die Gemeinde von 1164 auf 1619 Einwohner bzw. um 39,1 %.
| Jahr      | 1867 | 1961 | 1970 | 1987 | 1991 | 1995 | 2000 | 2005 | 2010 | 2015 | 2020 |
| --------- | ---- | ---- | ---- | ---- | ---- | ---- | ---- | ---- | ---- | ---- | ---- |
| Einwohner | 387  | 861  | 946  | 1152 | 1254 | 1328 | 1425 | 1538 | 1552 | 1597 | 1660 |

## Politik

### Bürgermeister
Erster Bürgermeister ist Wolfgang Zirngibl (CSU/Unabhängige Wähler). Er ist seit 1. Mai 1990 im Amt und somit dienstältester Erster Bürgermeister im Landkreis Straubing-Bogen.

### Gemeinderat
Das Ergebnis der Gemeinderatswahl 2020 ergab folgende Sitzverteilung für den Gemeinderat Ascha:
| Partei/Liste                   | %    | Sitze |
| ------------------------------ | ---- | ----- |
| CSU/Unabhängige Wähler         | 51,4 | 6     |
| Unabhängige Wählergemeinschaft | 35,2 | 4     |
| SPD                            | 13,4 | 2     |

### Wappen
| | Blasonierung: „In Schwarz eine durchgehende silberne Spitze, darin auf grünem Dreiberg, der mit drei silbernen Eschenblättern an einem Stiel belegt ist, eine grüne Tanne, deren Stamm mit einem waagrechten schwarzen Pflug überdeckt ist.“ |
| Wappenbegründung: Die silberne Spitze ist das Wappen der Freiherren von Weichs, die als Inhaber der Hofmark Ascha von 1607 bis 1796 wichtige Grund- und Niedergerichtsherren im Gemeindegebiet waren. Die grüne Tanne auf dem Dreiberg symbolisiert die geografische Lage der Gemeinde im Bayerischen Wald und erinnert in Verbindung mit dem Pflug zugleich an die Rodungstätigkeit zur Zeit der frühen Besiedlung, die noch im Ortsnamen Gschwendt zum Ausdruck kommt. Der Pflug verweist auch auf die landwirtschaftliche Prägung und die enge Verbindung mit der Stadt Straubing, die ebenfalls einen Pflug im Wappen führt. Die drei Eschenblätter sind ein für den Ortsnamen Ascha (von althochdeutsch „ask“/Esche) redendes Bild. Das Wappen wurde am 22. Oktober 1982 durch die Regierung von Niederbayern genehmigt. | |

## Kultur und Sehenswürdigkeiten
Die Kirche Mariä Himmelfahrt ist ein spätbarockes Bauwerk, das um 1740 entstand. Auch die Ausstattung sowie Grabmäler stammen aus dem 18. Jahrhundert.

## Wirtschaft einschließlich Land- und Forstwirtschaft
Im Jahr 2020 gab es nach der amtlichen Statistik im produzierenden Gewerbe 87 und im Bereich Handel und Verkehr 106 sozialversicherungspflichtig Beschäftigten am Arbeitsort. Sozialversicherungspflichtig Beschäftigte am Wohnort gab es 728. Im verarbeitenden Gewerbe gab es einen, im Bauhauptgewerbe vier Betriebe. Zudem bestanden im Jahr 2016 26 landwirtschaftliche Betriebe mit einer landwirtschaftlich genutzten Fläche von 920 ha, davon waren 492 ha Ackerfläche und 428 ha Dauergrünfläche.

## Bildung
2021 gab es folgende Einrichtungen:
- 1 Kindertageseinrichtung: 87 Kindergartenplätze mit 75 Kindern
- Freiherr-von-Weichs-Grundschule Ascha: mit fünf hauptamtlichen Lehrkräften und 89 Schülern[12]